# 3113 Csizsevszkij
A 3113 Chizhevskij (ideiglenes jelöléssel 1978 RO) a Naprendszer kisbolygóövében található aszteroida. Nyikolaj Sztyepanovics Csernih fedezte fel 1978. szeptember 1-jén.